# Bulbul à ventre gris
Pycnonotus cyaniventris
Espèce
Statut de conservation UICN

 NT  : Quasi menacé
Le Bulbul à ventre gris (Pycnonotus cyaniventris) est une espèce de passereaux de la famille des Pycnonotidae.

## Répartition
Cet oiseau se trouve en Birmanie, au Brunei, en Indonésie, en Malaisie et  à Singapour.

## Habitat
Son habitat naturel est les forêts des plaines humides subtropicales ou tropicales.
Il est menacé par la perte de son habitat.